# Blizna Donja
Blizna Donja – wieś w Chorwacji, w żupanii splicko-dalmatyńskiej, w gminie Marina. W 2011 roku liczyła 258 mieszkańców.